# Sominot
Sominot est une localité de la province du Zamboanga du Sud, aux Philippines. En 2015, elle compte 18 537 habitants.